# 基尔丘山
基尔丘山（發音：[ˈcʰɪr̥cʏˌfɛtl̥] ⓘ），或译为教会山，是冰岛西部山丘，位于斯奈山半岛的北海岸，靠近格倫達菲厄澤镇。距雷克雅未克有两小时的车程。海拔虽然只有463米，层叠的草甸使山峰显得高耸。

## 地理
基尔丘山含有火山岩，但本身并不是一座火山。它是一座冰原岛峰，即在冰河时代从周围冰川中突出的山峰，在此之前是地层的一部分。这片地层由交替的更新世熔岩和砂岩层组成，顶部有凝灰岩。

## 流行文化
基尔丘山是《权力的游戏》的取景地之一，剧中叫“箭头山”。

## 事故
山体上部陡峭，登山事故多发。